# هنري نامفي
هنري نامفي (بالفرنسية: Henri Namphy)‏ (و. 1932 – م) هو سياسي من هايتي . ولد في كاب هايتيان . تولى منصب رئيس هايتي (6 فبراير 1986–7 فبراير 1988)، ورئيس هايتي (20 يونيو 1988–17 سبتمبر 1988) .

## روابط خارجية
- هنري نامفي على موقع الموسوعة البريطانية (الإنجليزية)
- هنري نامفي على موقع مونزينجر (الألمانية)